# Cité administrative

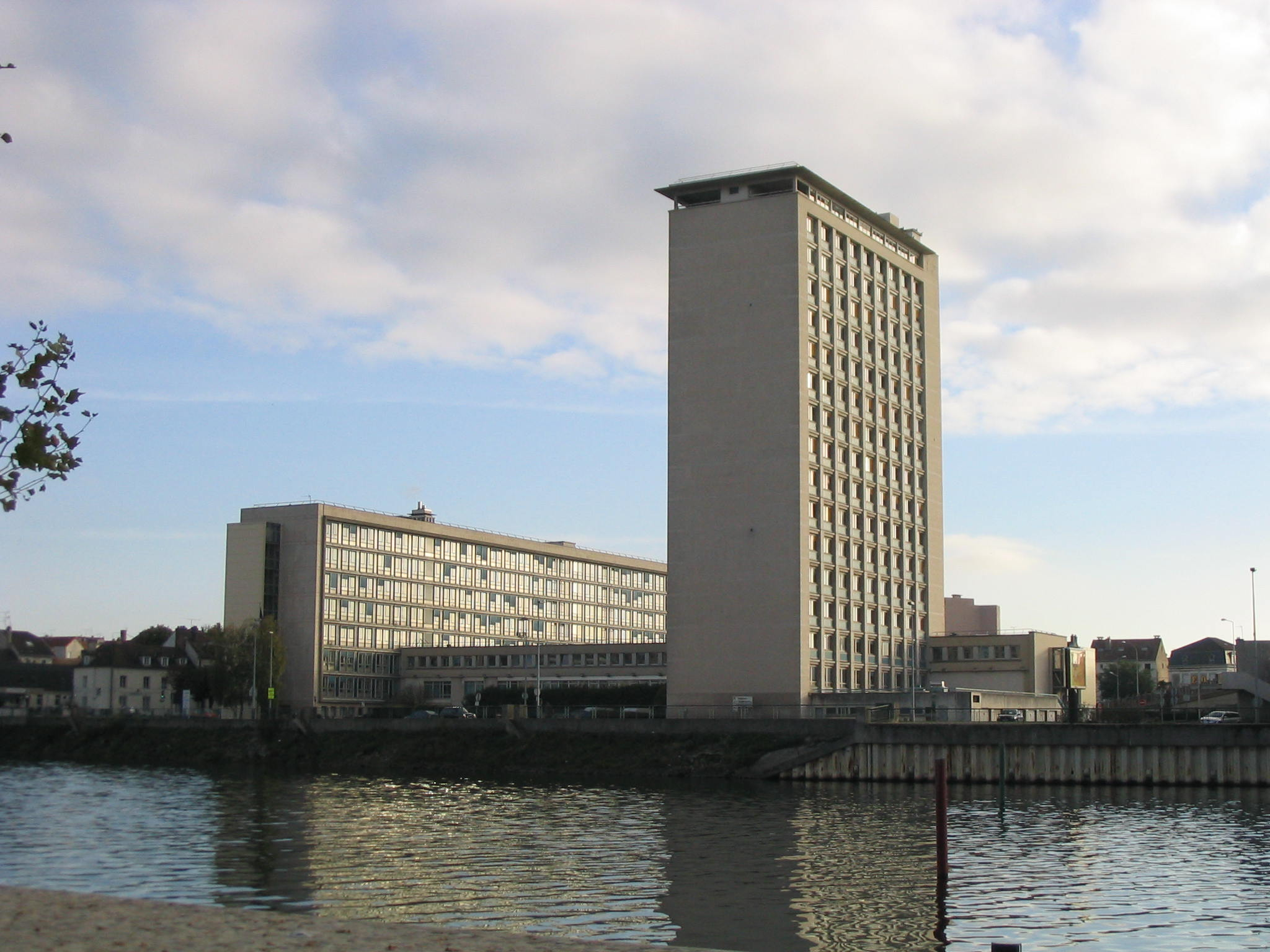
Cité administrative de Melun

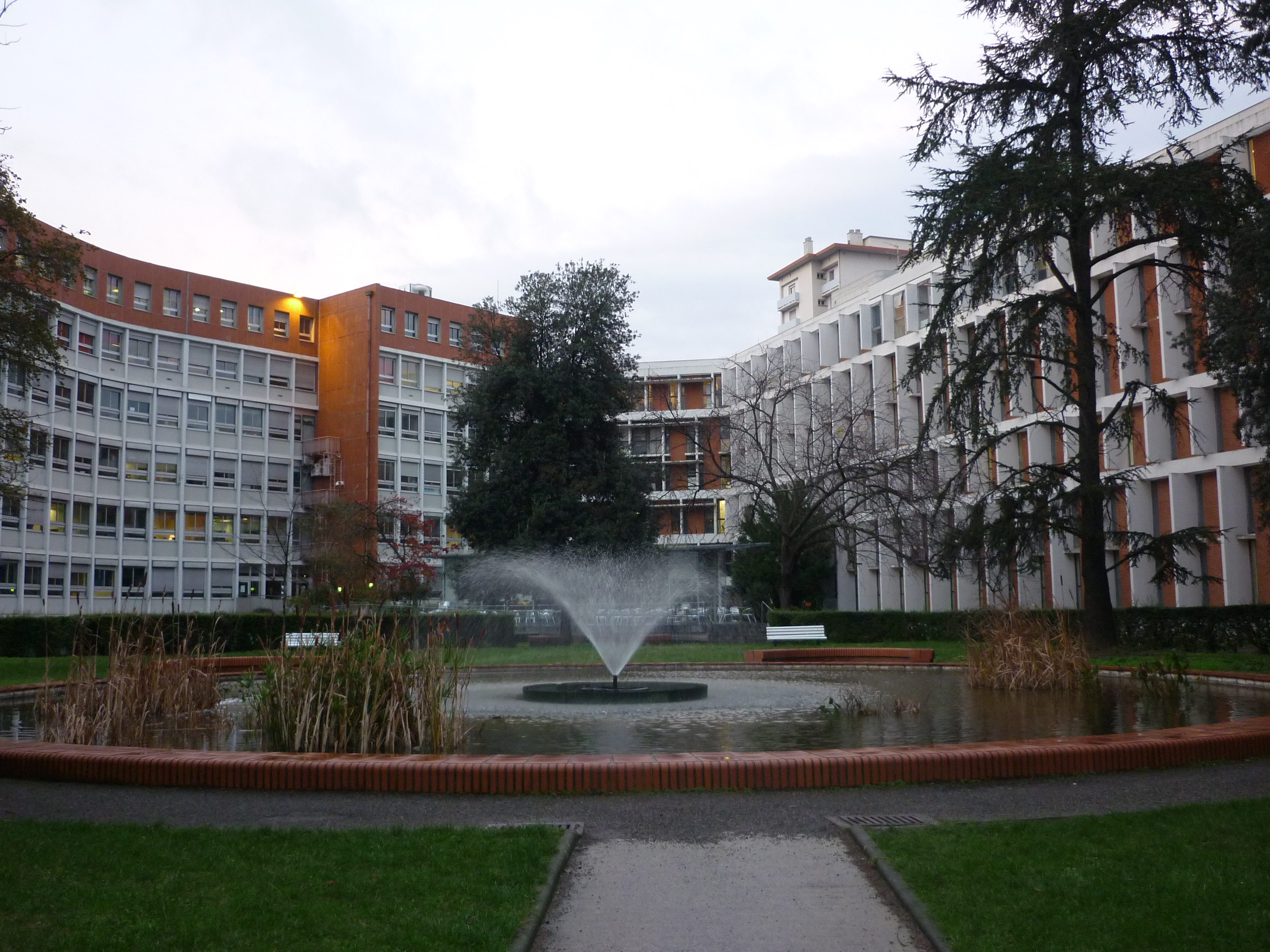
Cité administrative de Toulouse

Une cité administrative est un bâtiment ou un groupe de bâtiments qui regroupent plusieurs administrations.

## En France
C'est dans l'après-guerre que l'on a beaucoup construit de cités administratives car les anciennes préfectures devenaient trop petites.
Une cité administrative comporte souvent plusieurs types d'administration, par exemple les directions départementales interministérielles, l'Inspection académique.
En novembre 2019, l’État a annoncé la rénovation de 39 des 56 cités administratives de son réseau déconcentré, pour un coût d'un milliard d'euros sur cinq ans.

## Exemples par pays

### Belgique
- La cité administrative de l'État située à Bruxelles ;
- La cité administrative située à Liège.

### Côte d'Ivoire
- La cité administrative située à Abidjan.

### France
- La cité administrative située à Bordeaux ;
- La cité administrative d'Évreux ;
- La cité administrative située à Lille ;
- La Cité administrative régionale de la Guyane située à Cayenne ;
- La cité administrative située à Tulle;
- La cité administrative située à Rouen.